# Ramón Alfredo Castro
Ramón Alfredo Castro Muñoz (Valencia, Venezuela, 23 de octubre de 1979) es un beisbolista venezolano.
Ha desarrollado su carrera defensiva como infielder especialmente en la segunda base, mientras que como bateador es ambidiestro. Fue firmado como agente libre por la organización Atlanta Braves cuando contaba solo 16 años de edad. En 2003 es firmado por los Oakland Athletics y debutó en las Grandes Ligas de Béisbol con el equipo mayor de dicha organización el 21 de junio de 2004 entrando como bateador emergente en un juego contra los Anaheim Angels, conectando roletazo de sacrificio en la parte baja del noveno inning e impulsando una carrera. Oakland perdió dicho juego 10-3. Jugó un total de 9 juegos en esa campaña, pasando luego a firmar por otras organizaciones de la MLB, como Washington Nationals en 2005 y San Francisco Giants en 2009, donde sin embargo no recibió la oportunidad de volver a las mayores.
En 2010 jugó para los Guerreros de Oaxaca de la Liga Mexicana de Béisbol y en 2011 comenzó siendo titular en el roster de los Rojos del Águila de Veracruz también de la Liga Mexicana, pasando luego al York Revolution, en Estados Unidos, con quienes se tituló campeón de la Atlantic League. En la Liga Venezolana de Béisbol Profesional jugó con los Tigres de Aragua.
Actualmente se desempeña como asistente de instructor de bateo de los Leones del Caracas.

## Estadísticas de bateo
| Año   | Equipo | Juegos | VB | C | H | HR | CE | P     |
| 2004  | OAK    | 9      | 15 | 2 | 5 | 0  | 3  | 0,333 |
| TOTAL |        | 9      | 15 | 2 | 5 | 0  | 3  | 0,333 |

| VB | Veces al bate      | C  | Carreras          |
| H  | Hits               | HR | Home Runs         |
| CE | Carreras empujadas | P  | Promedio de bateo |